# Arnfinn Heje

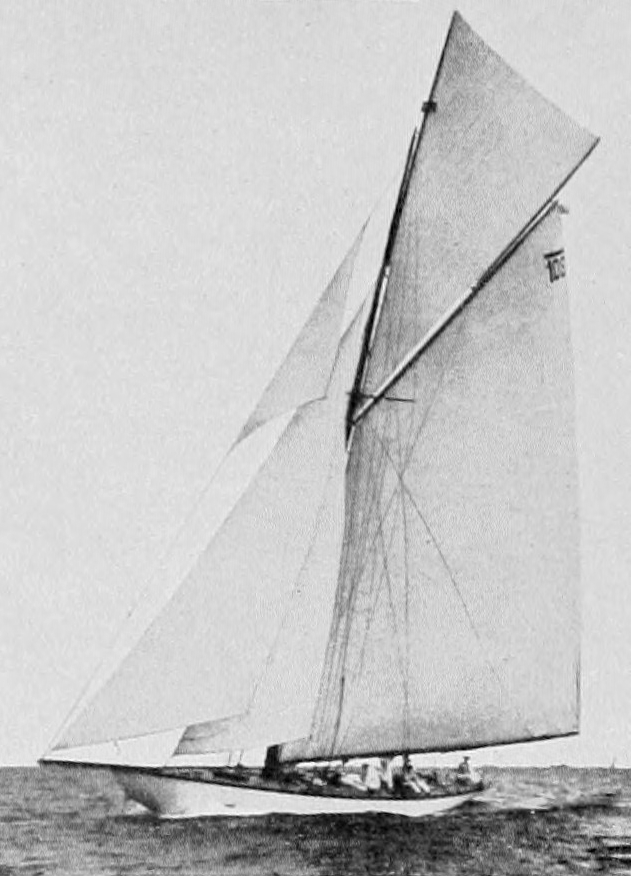
Jacht Magda IX

Arnfinn Kolbjørn Heje (ur. 26 października 1877 w Kristianii, zm. 29 stycznia 1958 w Oslo) – norweski żeglarz, olimpijczyk, zdobywca złotego medalu w regatach na Letnich Igrzyskach Olimpijskich w 1912 roku w Sztokholmie.
Na Letnich Igrzyskach Olimpijskich 1912 zdobył złoto w żeglarskiej klasie 12 metrów. Załogę jachtu Magda IX tworzyli również Nils Bertelsen, Carl Thaulow, Halfdan Hansen, Alfred Larsen, Petter Larsen, Christian Staib, Eilert Falch-Lund, Johan Anker i Magnus Konow.